# آی‌تی‌سی لیمیتد
آی‌تی‌سی لیمیتد (به انگلیسی: ITC Limited) شرکت خوشه‌ای هندی مستقر در کلکته است. این شرکت در ۴ زمینه دارای فعالیت می‌باشد، که عبارتند از کالاهای مصرفی، هتلداری، خدمات بسته‌بندی و صنایع کشاورزی.
شرکت آی‌تی‌سی در سال ۱۹۱۰ تأسیس شد و در آخرین رتبه‌بندی انجام شده توسط مجله فوربز، در فهرست فوربز جهانی ۲۰۰۰ در رتبه ۱۲۵۶ از بزرگترین شرکت‌های جهان، قرار گرفت. بخشی از سهام این شرکت در بازار بورس اوراق بهادار بمبئی و بورس اوراق بهادار ملی هند معامله می‌شود.